# Święte Cesarstwo Rzymskie
Święte Cesarstwo Rzymskie (łac. Sacrum Imperium Romanum; niem. Heiliges Römisches Reich), potocznie: Pierwsza Rzesza Niemiecka, I Rzesza (niem. Erstes Reich), Stara Rzesza (niem. Altes Reich) lub Cesarstwo rzymsko-niemieckie (niem. Römisch-Deutsches Reich) – wielonarodowy związek państw założony w 962 r. przez Ottona I stanowiący kontynuację państwa wschodniofrankijskiego. Składało się w większości z Królestwa Niemiec oraz z równoprawnych mu formalnie Królestwa Włoch (de facto do 1648), Królestwa Burgundii (od 1032, de facto do 1378) oraz Królestwa Czech (od 1212, de facto do 1620). Początkowo w jego skład wchodziło kilka, następnie kilkadziesiąt, a ostatecznie ponad sto swoistych i autonomicznych państw oraz państewek, uznających symboliczną zwierzchność cesarza. Cesarstwo zostało formalnie rozwiązane w czasie wojen napoleońskich dnia 6 sierpnia 1806 roku po abdykacji cesarza Franciszka II.

## Wstęp

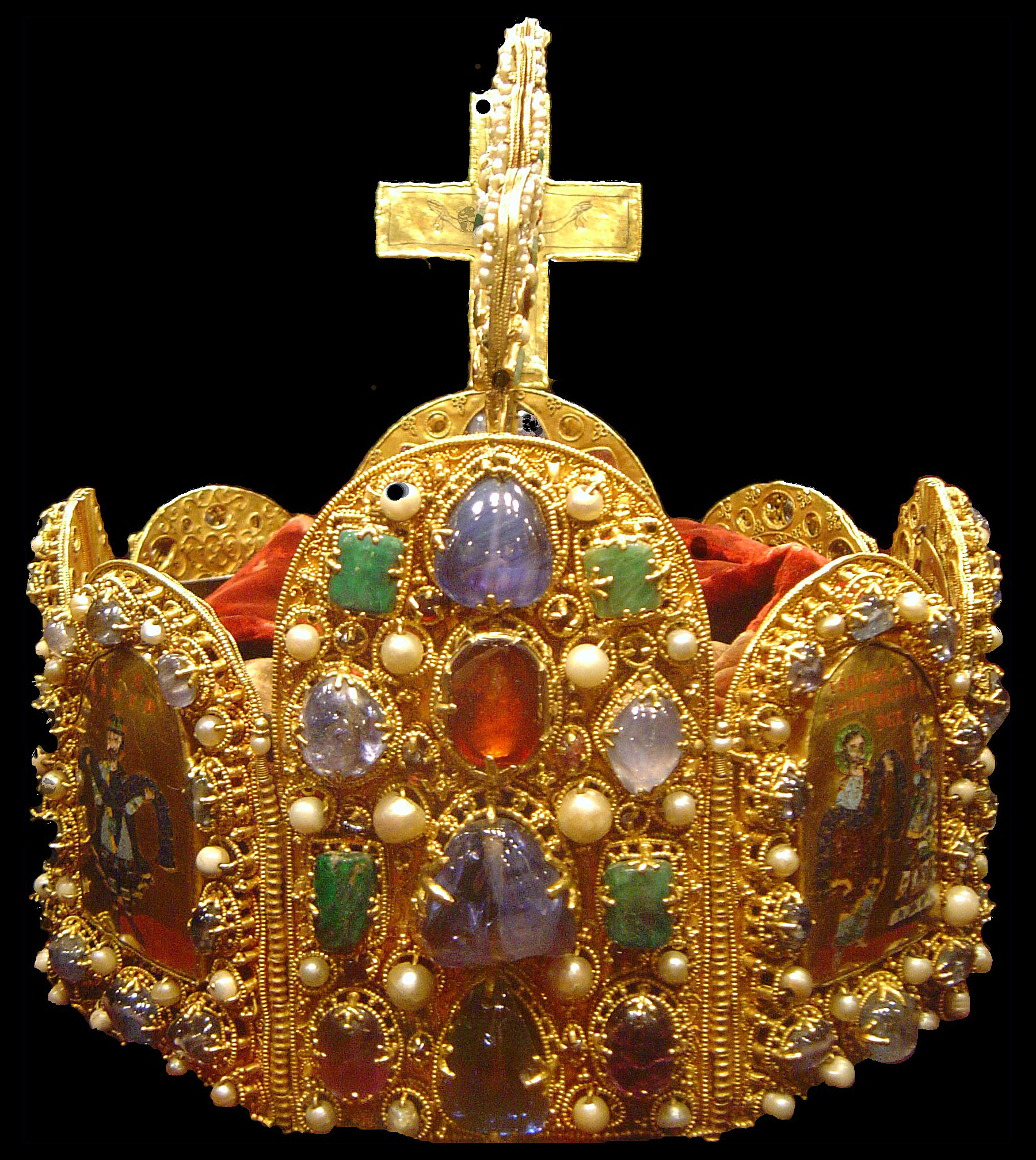
Korona cesarska

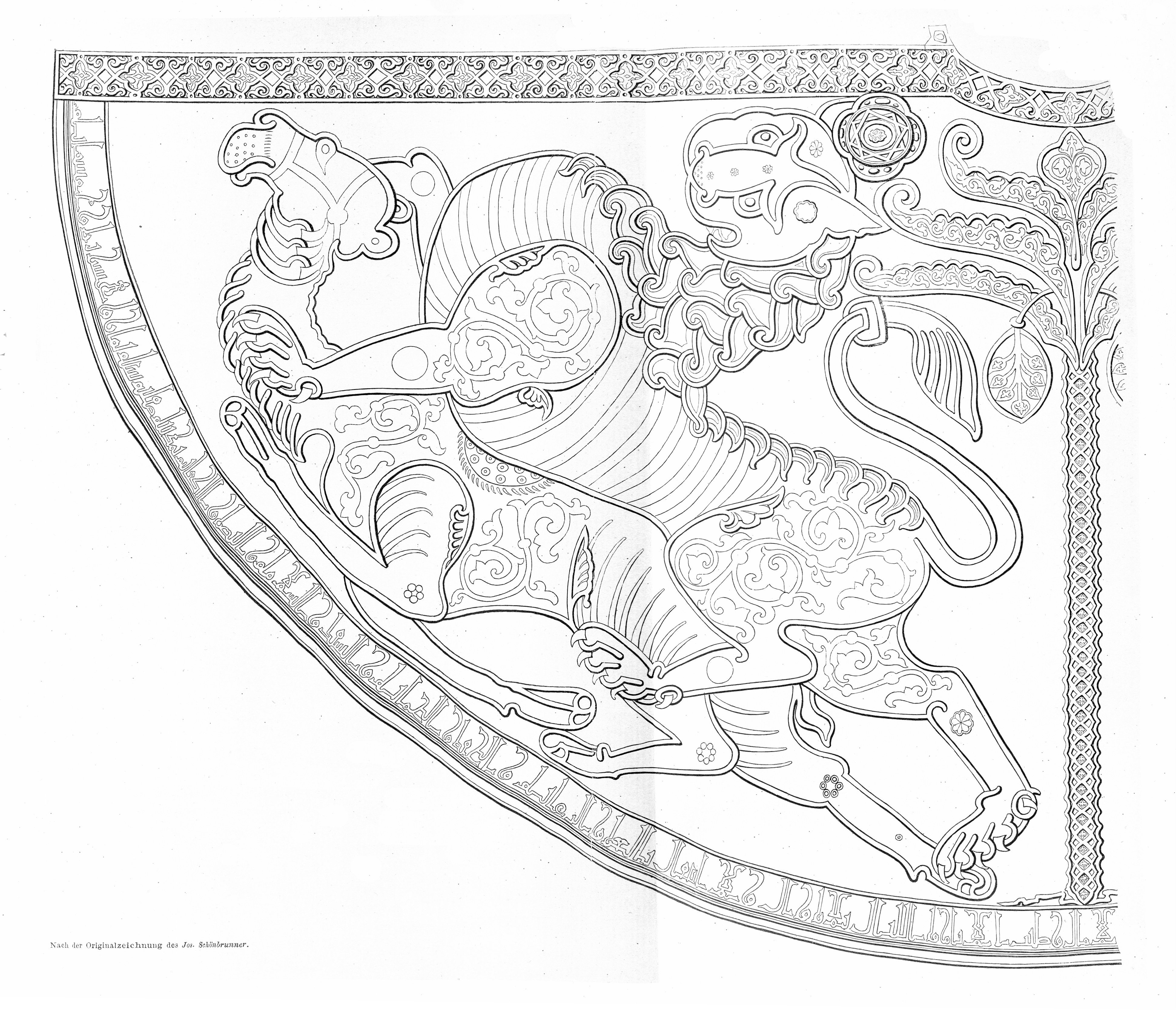
Fragment płaszcza cesarskiego (rysunek z 1857)

W znaczeniu historycznym, określenie „Święte Cesarstwo Rzymskie” oznaczać miało instytucjonalną oraz ideową ciągłość pomiędzy chrześcijańskim cesarstwem rzymskim schyłkowej starożytności a godnością cesarską udzieloną przez papieża: najpierw Karolingom – królom Franków, a potem władcom Niemiec, Ludolfingom. W piśmiennictwie niemieckim określenie „Święte Cesarstwo” pojawiło się w 1157, a „Święte Cesarstwo Rzymskie” w 1254 roku. Król niemiecki miał być jednocześnie królem Italii (jako następca Ostrogotów i Longobardów), królem Burgundii, w późniejszym okresie także królem Czech, jak i również uniwersalnym cesarzem rzymskim dla łacińskiego Zachodu, rówieśnikiem i odpowiednikiem cesarza bizantyńskiego dla greckiego Wschodu. Dopiero w 1441 pojawiła się nieoficjalna nazwa Święte Cesarstwo Rzymskie Narodu Niemieckiego (łac. Sacrum Imperium Romanum Nationis Germanicæ; niem. Heiliges Römisches Reich Deutscher Nation), która wyrażała niemieckie ambicje narodowe i podkreślała immanentną przynależność godności cesarskiej do monarchów wybieranych przez kraje niemieckie zgodnie z ich prawami. Nazwa ta przetrwała także w historiografii jako popularne określenie „Rzeszy Niemieckiej” późnego średniowiecza i okresu XVI–XVIII wieku, jednak w aktach prawnych Cesarstwa pojawiła się tylko raz i – co należy podkreślić – nigdy nie funkcjonowała jako urzędowa nazwa jakiegokolwiek państwa.
W niektórych opracowaniach historycznych spotykane jest również określenie Święta Rzesza Rzymska.
Należy pamiętać, że ciągłość instytucjonalna cesarstwa rzymskiego formalnie została przerwana.
4 września 476 wódz plemienia Herulów – Odoaker zdetronizował cesarza zachodniorzymskiego Romulusa Augustulusa i odesłał insygnia cesarskie, do cesarza wschodniego Zenona. Przyjęcie godności cesarza rzymskiego, najpierw przez Karola Wielkiego, z rąk Bizancjum w 800 oraz przez Ottona I w 962, z rąk Papiestwa. Należy traktować je jako symboliczne odnowienie Cesarstwa Rzymskiego, choć na płaszczyźnie ideologiczno-formalnej było to jedynie przekazanie owej godności. Współczesna historiografia uznaje obydwie daty (800, 962) za restaurację cesarstwa, jednak to od tej drugiej rozpoczyna się, trwające aż do 1806, połączenie godności cesarza rzymskiego z tronem niemieckim, jednakże sama nazwa „Święte Cesarstwo Rzymskie” powstała u schyłku średniowiecza.

## Tytuł władcy
Od XI wieku władca tytułowany był po wyborze „królem Rzymian” (łac. Rex Romanorum), a dopiero po koronacji przez papieża „cesarzem rzymskim” (łac. Imperator Romanus). Od czasu Maksymiliana I – któremu papież Juliusz II zezwolił tytułować się cesarzem bez koronacji – uznawano, że nie koronacja przez papieża, a jedynie wybór przez elektorów jest konieczny do tytułowania się cesarzem. Przyjęto tytuł „wybrany cesarz rzymski” (łac. Electus Romanorum Imperator), a wybranego za jego życia następcę tytułowano królem Rzymian.

## Historia

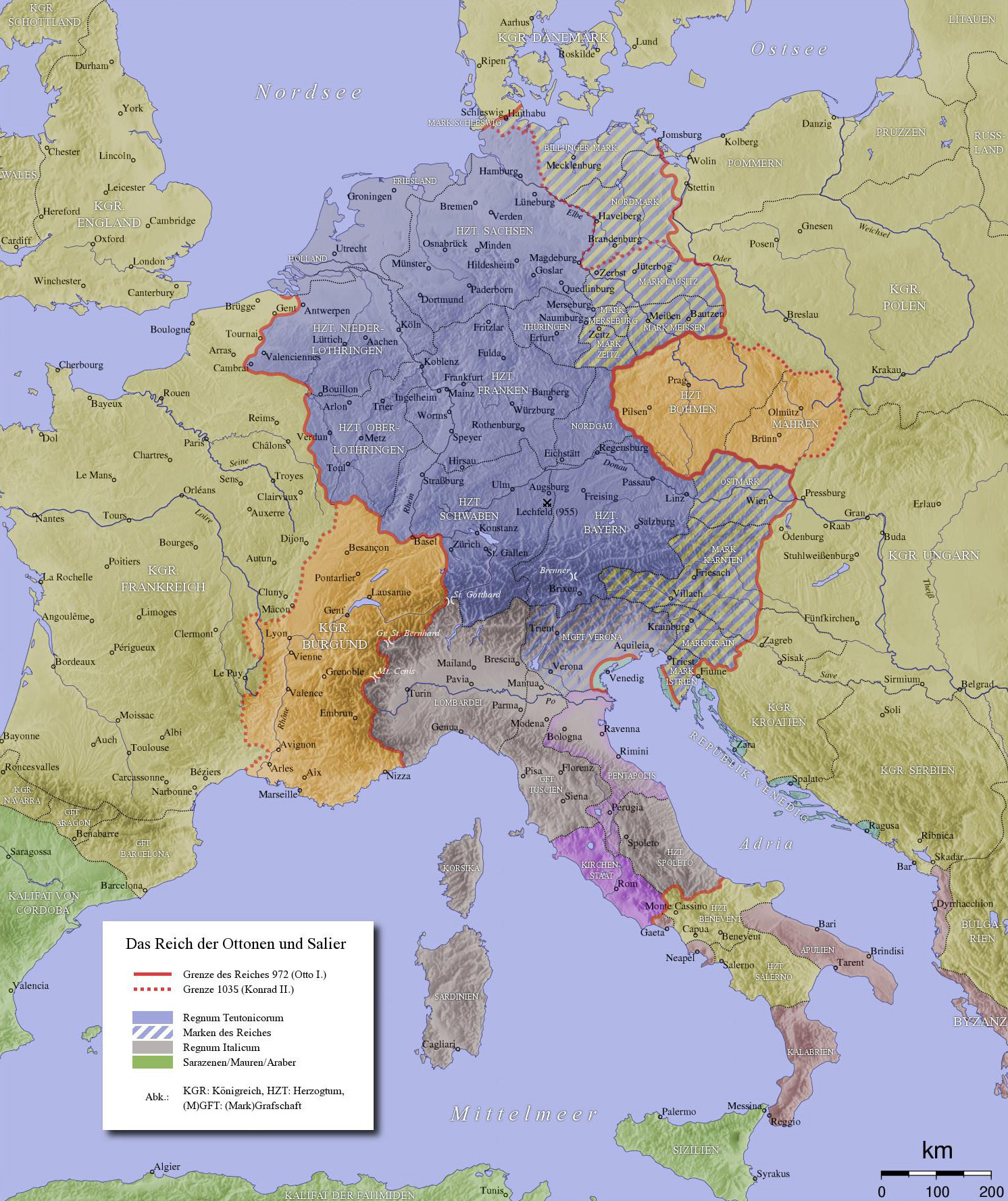
Cesarstwo ok. 1000 roku z wyróżnionymi Niemcami, Włochami, Czechami, Burgundią i marchiami

Rozwój terytorialny I Rzeszy

### Cesarstwo „Ottonów”
Okres Cesarstwa Ottonów, jak nazywa się nieoficjalnie ten etap historii Świętego Cesarstwa Rzymskiego, to panowanie dynastii Ludolfingów (919–1024, od 962 jako cesarze), czyli książąt saskich. Czas ten charakteryzuje się wzmocnieniem władzy monarszej wobec książąt plemiennych. Cesarze wówczas sprawowali kontrolę nad sprawami wewnętrznymi i prowadzili pomyślną politykę ekspansji. W dobie Cesarstwa Ottonów nastąpiła także odbudowa karolińskiej idei uniwersalnej monarchii chrześcijańskiej Europy. Przywrócenie władzy cesarskiej charakteru uniwersalnego szybko jednak okazało się niewykonalne ze względu choćby na opór Francji. Polska, Dania i Węgry, a zwłaszcza Czechy (które z czasem stały się częścią cesarstwa) zostały za to skutecznie wciągnięte w orbitę niemieckich wpływów. Cesarze niejednokrotnie ingerowali w wewnętrzne sprawy tych państw.
Charakterystyczne dla władzy „Ottonów” było uzależnienie papieży od cesarza, co w praktyce oznaczało desygnowanie przez niego kandydatów do tronu papieskiego. Interweniując dwukrotnie na rzecz papieża (w 951 i 961 roku) w ogarniętej politycznym chaosem Italii Otton I koronował się w Mediolanie na króla Longobardów, po czym upomniał się o koronę cesarską. Ten kluczowy moment, będący restauracją starożytnego Rzymu oraz imperium Karola Wielkiego, odbył się 2 lutego 962, gdy Otton I Wielki został koronowany w Rzymie przez papieża Jana XII na cesarza rzymskiego. Ogromnym sukcesem polityki tego cesarza, poza koronacją, był mariaż syna Ottona II z księżniczką bizantyńską Teofano. Przeprowadzona za życia ojca koronacja Ottona II zapewniała ciągłość godności cesarskiej w dynastii saskiej, zaś ślub z Teofano oznaczał uznanie tytułu cesarskiego królów niemieckich przez Konstantynopol.
Ambicją Ottona I Wielkiego oraz jego następców, Ottona II i Ottona III, było, jak wyżej wspomniano, podporządkowanie sobie całego chrześcijańskiego (łacińskiego) świata w ramach uniwersalistycznego cesarstwa. Najbliższy realizacji tego planu był Otton III. Wychowany w kulcie tradycji saskiej, karolińskiej i bizantyńskiej, świadomie nawiązujący do legendy Karola Wielkiego, zamierzał stworzyć imperium złożone z równouprawnionych chrześcijańskich królestw: Italii, Galii, Germanii oraz Słowiańszczyzny (władcą tej ostatniej miał być najprawdopodobniej Bolesław Chrobry), nad którymi panowałby rezydujący w Rzymie cesarz. Nieoczekiwana śmierć Ottona III w 1002 roku pogrzebała idee zjednoczeniowe. Odtąd cesarstwo rzymskie utożsamiać się będzie coraz bardziej z królestwem niemieckim.

### Dynastia salicka
Okres dynastii salickiej (1024–1125), czyli książąt frankońskich, przyniósł kolejne umocnienie cesarstwa. Cesarze ingerowali w sprawy sąsiednich państw słowiańskich, utrzymali mocną pozycję we Włoszech. Jednocześnie władzy cesarskiej zagroził konflikt z papieżami, którzy wyrwali się spod cesarskiej kurateli. Cesarze musieli iść na kompromis w kwestii inwestytury biskupów, jednak obronili się przed próbą uzależnienia Niemiec od papiestwa.

### Dynastia Hohenstaufów
Za panowania Hohenstaufów (1079–1254), a więc książąt szwabskich, cesarze kontynuowali aktywną politykę ekspansji w myśli idei uniwersalistycznych, co ostatecznie kosztowało ich osłabienie realnej władzy w samych Niemczech (Statutum in favorem principium Fryderyka II Hohenstaufa z 1232) i Włoszech (pokój po bitwie pod Legnano). Konrad III, Fryderyk I Barbarossa oraz Fryderyk II brali udział w ruchu krucjatowym. Za panowania Henryka VI cesarstwo osiągnęło szczyt wpływów politycznych poza swoimi granicami (lennami stały się przejściowo Anglia i Cypr). Koszty ekspansji poza cesarstwo, jak i ambicje wasali skutkowały wytworzeniem się silnej opozycji wewnętrznej, która zmusiła cesarzy do przekazania wielu kompetencji monarszych książętom. Doprowadziło to do uzależnienia większości decyzji cesarza od zgody książąt, wyrażanej na Sejmie Rzeszy, oraz do zezwolenia na podziały patrymonialne w księstwach, co szybko zaowocowało atomizacją polityczną Rzeszy, która po pewnym czasie gromadziła około 300 państewek wasalnych (o różnym statusie). Wojna Fryderyka II i Konrada IV z opozycją oraz wygaśnięcie dynastii doprowadziły do wielkiego bezkrólewia i związanego z nim chaosu politycznego w Rzeszy.

### Wielkie bezkrólewie i władcy z różnych dynastii

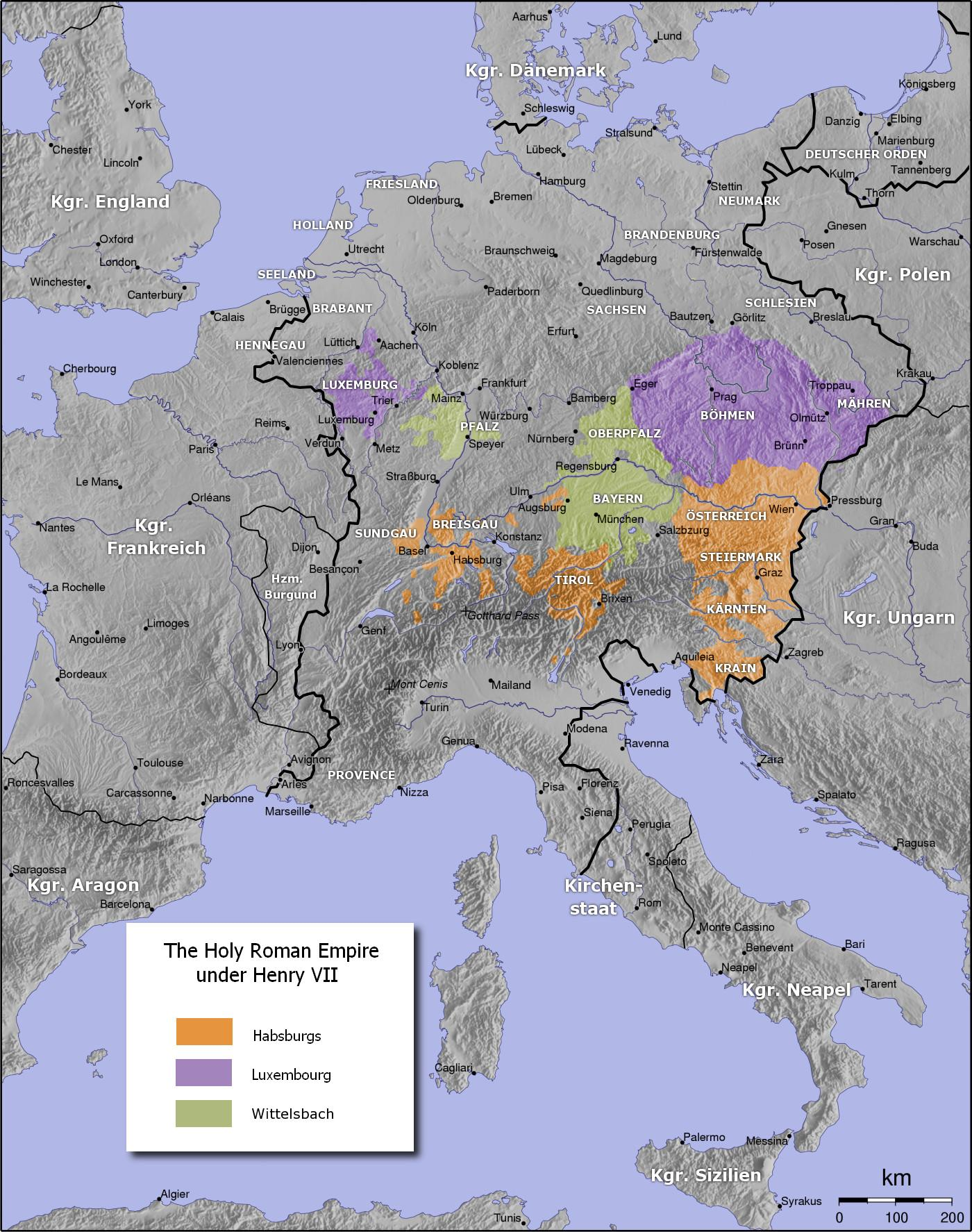
I Rzesza w czasach Henryka VII Luksemburskiego

Wielkie bezkrólewie umocniło rozdrobnienie polityczne Rzeszy Niemieckiej i zachwiało cesarskim autorytetem, który od tej pory musiał liczyć się z potęgą najsilniejszych wasali Cesarstwa. Pod rządami Habsburgów – Rudolfa I i Albrechta I – Niemcy odetchnęły, aby w XIV wieku znów pogrążyć się w wojnach domowych między rywalizującymi o koronę dynastiami Habsburgów z Austrii, Wittelsbachów z Bawarii i Luksemburgów. Jednocześnie po raz pierwszy doszło wtedy do unii Niemiec z Czechami i Węgrami, a Hohenzollernowie rozpoczęli swoją karierę, otrzymując w 1415 od cesarza Brandenburgię.

### Umocnienie się Habsburgów na tronie
W 1438 r. na tronie niemieckim na stałe zasiadła dynastia Habsburgów, hrabiów z Górnej Alzacji, którzy w XIII wieku, dzięki zręcznej polityce Rudolfa I, przejęli Austrię i Styrię po wymarłym rodzie Babenbergów. W XVI wieku reformacja doprowadziła do długoletnich wojen religijnych w Niemczech, ponieważ katoliccy cesarze uważali się za namiestników Chrystusa winnych „walczyć z herezjami”, natomiast książęta obok sporów teologicznych i walki o wolność wyznania dostrzegli okazję do osłabienia zwierzchności cesarskiej. Dzięki układom z Jagiellonami Habsburgowie przejęli w 1526 na stałe trony czeski i węgierski. Unia personalna Niemiec, Czech i Węgier utrzymała się aż do kresu Świętego Cesarstwa Rzymskiego, jako że niemal każdorazowo elektorzy Rzeszy oraz szlachta czeska i węgierska wybierały tych samych władców (w XVII wieku Habsburgom udało się wprowadzić dziedziczność tronu w Czechach i na Węgrzech, natomiast podobne próby w Niemczech zawsze okazywały się bezskuteczne).
Wiek XVI i XVII to okres prób odbudowy przez Habsburgów politycznej kontroli nad Niemcami w atmosferze wojen religijnych. Jednocześnie książęta, drogami legalnymi (na sejmach) i pozalegalnymi, przy poparciu Francji i innych mocarstw, dążyli do wywalczenia sobie jak największych swobód i złamania potęgi Habsburgów. Jednym z głównych motorów rywalizacji stał się konflikt o sekularyzację kościelnych państewek w Niemczech, których władcy (biskupi) porzucili Kościół katolicki i przeszli na protestantyzm. Habsburgowie dążyli do utrzymania owych dóbr w rękach Kościoła (poparcie katolickich władców-biskupów gwarantowało im kolejne zwycięstwa w elekcjach cesarskich), podczas gdy władcy świeccy, w większości już protestanccy, naciskali na sekularyzację biskupstw. Niezgoda w kwestiach religijnych utrudniała porozumienie w innych kwestiach, utrudniając funkcjonowanie Sejmu Rzeszy. Owocem wojny trzydziestoletniej, która zdominowała także międzynarodową politykę I połowy XVII w. było uznanie praw książąt do prowadzenia samodzielnej polityki zagranicznej oraz przyznanie godności elektorskiej obu liniom Wittelsbachów: palatynackiej i bawarskiej (dotąd sprawowała ją tylko ta pierwsza).
W XVII i XVIII wieku państwa niemieckie weszły na drogę absolutyzmu, jednocześnie Rzesza jako całość stała się jedynie związkiem państw zdolnych do wspólnego działania tylko w chwilach silnego zagrożenia zewnętrznego (wojny z Turcją osmańską, Francją Ludwika XIV). W epoce nowożytnej Cesarstwo straciło wpływy na zewnątrz, za to obce mocarstwa utrwaliły swoje wpływy w wewnętrznych sprawach niemieckich (Francja, Rosja, Szwecja). W XVIII wieku stało się jasne, że reorganizacja polityczna Niemiec w kierunku większej spoistości będzie hamowana przez mocarstwa europejskie, gdyż wzmocniłaby za bardzo siłę Habsburgów, którzy u schyłku wieku XVII odebrali Turkom całe Węgry (pokój karłowicki) i zachwiałaby równowagą sił w Europie. Międzynarodowy wymiar wydarzeń w Niemczech umocnił się, gdy elektorowie saski i hanowerski uzyskali trony królewskie poza Rzeszą, odpowiednio w Polsce i Wielkiej Brytanii. W tym samym stuleciu wyrosła także potęga Prus Hohenzollernów, którym to przypadnie rola zjednoczyciela Niemiec w 1871, ponad pół wieku po rozwiązaniu Świętego Cesarstwa. Habsburgowie próbowali doprowadzić do likwidacji państwa pruskiego (wojna siedmioletnia) w porozumieniu z Rosją i Saksonią, jednak ostatecznie Rosjanie zmienili front i od tej pory Prusy stały się, zgodnie z zamierzeniem mocarstw ościennych, przeciwwagą dla Austrii w Rzeszy i Europie. Gdy cesarz Józef II starał się przeprowadzić pewne zmiany i przyłączyć do Austrii Bawarię (w zamian za oddanie dziedzicowi Wittelsbachów Belgii), spotkał się z oporem właśnie Prus, a potem koalicji książąt pod ich przewodem (Liga Książęca powstała w 1785).

### Upadek Świętego Cesarstwa Rzymskiego

I Rzesza w 1648 r.

Przez cały XVI i XVII wiek Francja popierała tendencje odśrodkowe w Rzeszy. Na przełomie wieku XVII i XVIII trzej potężni elektorzy cesarscy zostali królami na terytoriach poza granicami Rzeszy, co znacznie wzmocniło ich pozycję. Elektor hanowerski Jerzy I odziedziczył Wielką Brytanię, elektor saski Fryderyk August I został wybrany królem w Rzeczypospolitej Obojga Narodów, a elektor brandenburski Fryderyk III przybrał sobie tytuł królewski jako władca Prus.
W II połowie XVIII wieku cesarz Józef II Habsburg próbował odnowić autorytet cesarski w Rzeszy, a także powiększyć terytoria bezpośrednio podlegające cesarzowi, poprzez aneksję Bawarii. W 1777 wywołało to wojnę o sukcesję bawarską między Habsburgami a Prusami i Józef musiał z tych planów zrezygnować. W 1785 pod wodzą króla pruskiego Fryderyka II powstał Związek Książęcy (Fürstenbund), konfederacja książąt przeciw próbom ograniczenia ich praw.
W 1803 r. Rzesza Niemiecka znalazła się pod hegemonią Napoleona Bonaparte. Kierowany przez jego sojusznika, arcybiskupa Moguncji Karola Teodora Dalberga parlament przeprowadził liczne reformy, głównie mechaniczną likwidację większości małych państewek niemieckich. Jednocześnie przyznano nowe tytuły elektorskie (Hesja-Kassel, Wirtembergia, Badenia i Salzburg).

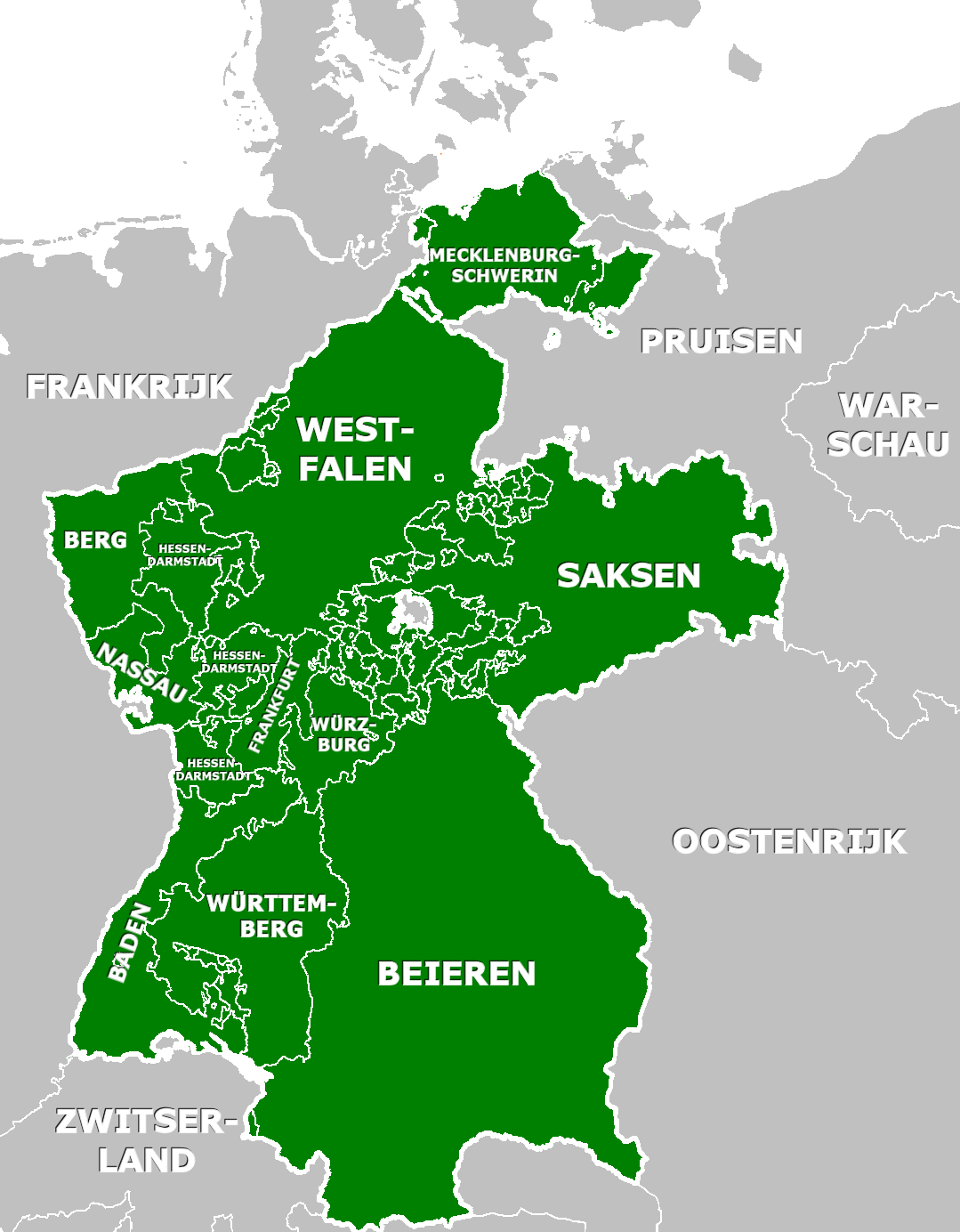
Państwa niemieckie w 1812 r., po upadku Cesarstwa (Związek Reński), poza Austrią i Prusami

11 sierpnia 1804, wobec fiaska prób uzyskania od książąt Rzeszy dziedziczności tytułu cesarza rzymskiego, Franciszek II Habsburg przyjął dziedziczny tytuł cesarza Austrii, jako Franciszek I. W ten sposób formalnie powstało Cesarstwo Austrii, obejmujące wszystkie dziedziczne posiadłości Habsburgów. Była to również odpowiedź na przyjęcie przez Napoleona tytułu cesarza Francuzów. Przez niecałe dwa lata Franciszek był nazywany „cesarzem Niemiec i Austrii” lub podwójnym cesarzem („dwucesarzem”, niem. Doppelkaiser).
W 1805 r. władcy Bawarii i Wirtembergii, pod protektoratem Napoleona, przyjęli tytuły królewskie, a cesarz rzymski Franciszek II Habsburg musiał zadowolić się deklaracją, że kraje te nie opuszczają w ten sposób Rzeszy. Po klęsce w bitwie pod Austerlitz Franciszek II został przymuszony przez Francuzów do zrzeczenia się godności cesarza rzymskiego i króla niemieckiego (abdykował 6 sierpnia 1806) oraz do zwolnienia swoich wasali ze zobowiązań wobec Cesarstwa.
12 lipca 1806 większość państw niemieckich utworzyła Związek Reński, którego Napoleon został oficjalnym protektorem. Do związku nie weszły: Prusy, Austria, Hesja-Kassel, Holsztyn (w którym panowali królowie duńscy), Pomorze Szwedzkie, a także Księstwo Erfurtu i większość Księstwa Hanoweru wraz z Bremą, Hamburgiem, Lubeką oraz terenami na zachód od Renu (wcielonymi do Francji). Dzięki temu Napoleon mógł, jako władca Francji i hegemon Niemiec, kreować się na dziedzica dawnego państwa Franków. W ten sposób, po ponad ośmiu wiekach, Święte Cesarstwo Rzymskie przestało istnieć.

## Ustrój i struktura państwa

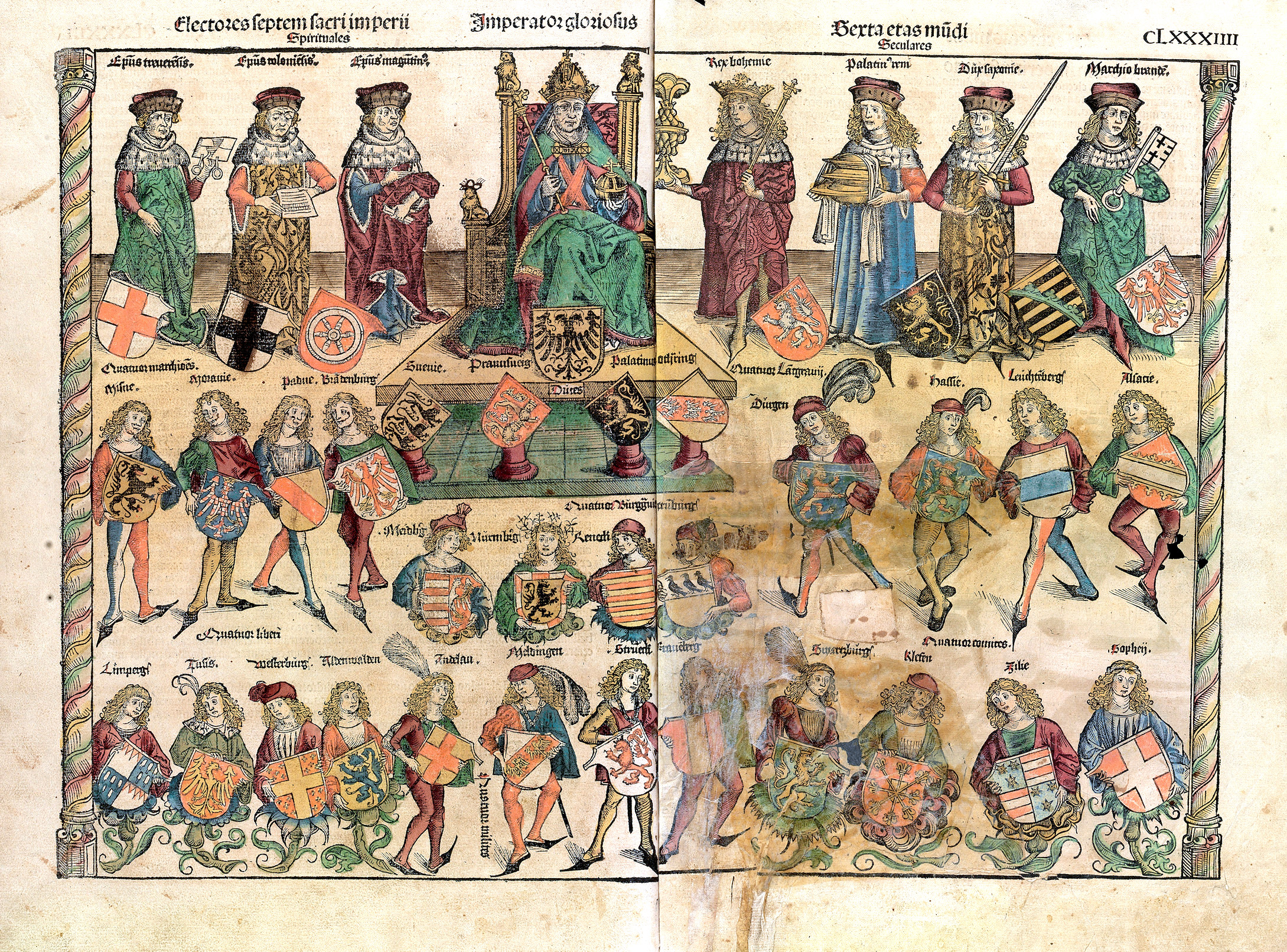
Przedstawienie ustroju Świętego Cesarstwa Rzymskiego (ilustracja z Kroniki norymberskiej)

O ustroju Świętego Cesarstwa Rzymskiego można mówić dopiero w XIV w., kiedy ostatecznie utożsamiono instytucję Cesarstwa z monarchią niemiecką (wyrazem tego była owa szesnastowieczna formuła „Narodu Niemieckiego”). Dla okresu wcześniejszego właściwie należałoby odnosić się jedynie do ustroju „Królestwa Niemieckiego”.

### Monarchia elekcyjna
Niemcy, a co za tym idzie Cesarstwo, były początkowo związkiem kilku księstw plemiennych (Szwabia, Saksonia, Frankonia, Turyngia, Bawaria). Książęta oraz sam król byli wybierani przez wiece plemienne. Kiedy władza monarsza okrzepła w okresie Ludolfingów i dynastii salickiej, król-cesarz sam mianował książąt, jednak godność królewska i cesarska była nadal elekcyjna. Wiec w swoim wyborze kierował się zdaniem samych książąt, więc z czasem prawa elekcyjne zostały w praktyce zastrzeżone dla nich. Początkowo utarła się reguła, że króla należy wybierać spośród członków rodu jego poprzednika, co umożliwiało praktyczne dziedziczenie tronu. Rzeczywiście, dynastie Ludolfingów, salicka i Hohenstaufów były ze sobą spokrewnione. Dopiero erozja autorytetu monarszego za panowania tej ostatniej dynastii podkopała ową regułę. W początkach okresu Wielkiego Bezkrólewia (1250-1273) wykrystalizowała się grupa najpotężniejszych książąt, którzy w praktyce decydowali o obsadzie tronu. W 1356 cesarz Karol IV Luksemburski nadał temu stanowi kształt formalny w tzw. Złotej Bulli. Grono elektorów tworzyli odtąd: król Czech (wasal króla Niemiec; już w XII w. Fryderyk I Barbarossa i Fryderyk II nadawali władcom czeskim prawa elektorskie) jako cześnik, palatyn Palatynatu Reńskiego jako stolnik Cesarstwa, margrabia Brandenburgii jako komornik Cesarstwa, książę saski jako marszałek Cesarstwa, arcybiskup Moguncji jako arcykanclerz Niemiec, arcybiskup Kolonii jako arcykanclerz Italii oraz arcybiskup Trewiru jako arcykanclerz Burgundii. W średniowieczu papieże częstokroć uzurpowali sobie prawo do wyznaczania osoby cesarza, ponieważ tradycyjnie przysługiwała im rola kapłanów namaszczających i koronujących cesarzy. W 1338 podczas zjazdu w Rhense elektorzy wydali deklarację, w której stwierdzali, że wybrany przez nich król niemiecki jest automatycznie predestynowany do objęcia tronu i nie wymaga niczyjej zgody dla tego aktu.
W okresie nowożytnym skład kolegium elektorskiego poszerzył się. W 1623, po buncie palatyna Renu w czasie wojny trzydziestoletniej, cesarz Ferdynand II Habsburg przeniósł prawa elektorskie na krewnego palatyna, księcia Bawarii. Jednakże w 1648 cesarz musiał przywrócić uprawnienia elektorskie palatynowi reńskiemu, gdyż był to warunek pokoju westfalskiego z Francją i Szwecją. Zarówno Bawaria, jak i Palatynat pozostały elektoratami. W 1692 cesarz Leopold I obdarzył tytułem elektorskim książęta Brunszwiku (Hanoweru). W 1708 akt ten potwierdził Józef I.

### Władza monarsza
Władza królewska, początkowo silna, skazana była na erozję z uwagi na elekcyjność tronu, a więc zależność władcy od własnych wasali, dysponentów korony. Hohenstaufowie pozyskiwali środki na kampanie wojenne, sprzedając rozmaite prawa i przywileje królewskie.
Wczesnośredniowieczne księstwa plemienne szybko się podzieliły. W okresie osłabienia władzy królewsko-cesarskiej książęta poczęli dziedziczyć swoje godności, a także dzielić księstwa między potomków zgodnie z regułami patrymonialnymi i feudalnymi. W 1158 cesarz Fryderyk I Barbarossa musiał oficjalnie zaakceptować ten stan rzeczy. W 1196 cesarz Henryk VI Hohenstauf zezwolił na dziedziczenie księstw w bocznych liniach dynastii, licząc na uzyskanie w zamian od książąt dziedziczności tronu królewskiego. Niemcy weszły w epokę rozdrobnienia feudalnego.
W 1220 i 1232 r. Fryderyk II Hohenstauf, w obliczu buntu własnego syna i następcy tronu, był zmuszony wydać szerokie przywileje najpierw dla wasali duchownych, potem także świeckich. W aktach tych przekazywał większość podstawowych uprawnień królewskich (regali, czy też regaliów) w ręce książąt. Odtąd książęta mogli samodzielnie decydować o większości spraw wewnętrznych w swoich księstwach i prowadzić własną politykę. Za każdym razem, kiedy król-cesarz występował z inicjatywą polityczną dla całych Niemiec, musiał otrzymywać na to zgodę książąt zgromadzonych na Sejmie Cesarstwa. Zasada, iż właściwie każdą decyzję cesarza musi zatwierdzić Sejm, utrwaliła się w czasach zamętu Wielkiego Bezkrólewia. W 1356 Złota Bulla Karola IV jeszcze bardziej rozdrobniła prerogatywy monarsze, nadając elektorom prawo majestatu, przez co byli traktowani jak królowie, a ich księstwa stały się niepodzielne. Ponadto ludność księstw elektorskich traciła prawo apelacji do cesarza, a sami elektorowie mogli zawetować każdą decyzję cesarską, jeszcze zanim trafiła pod obrady Sejmu.
W XVI i XVII w. doszło do kolejnych ograniczeń władzy królewsko-cesarskiej. W połowie XVI w. książęta sprzeciwili się pobieraniu przez cesarza stałych podatków bez ich zgody; odtąd cesarz zbierał podatki tylko w miastach cesarskich, od rycerzy cesarskich (wasali niebędących książętami) oraz od Żydów. W 1570, kiedy wobec zagrożenia tureckiego Maksymilian II Habsburg usiłował przeprowadzić reformę systemu obronnego Rzeszy, Sejm odebrał cesarzowi najwyższą władzę w sprawach wojskowych. W 1644 Ferdynand III Habsburg, licząc na poparcie swoich wasali w trakcie rokowań pokojowych z Francją i Szwecją, zezwolił książętom na zawieranie własnych przymierzy, wypowiadanie wojen i zawieranie pokoju. Akt ten potwierdził potem pokój westfalski w 1648. Za panowania Ferdynanda III w 1653 Sejm zakazał cesarzowi nadawania nowym podmiotom politycznym praw stanu Rzeszy bez zgody odpowiedniej kurii sejmowej (elektorów, książąt).

### Organy Rzeszy

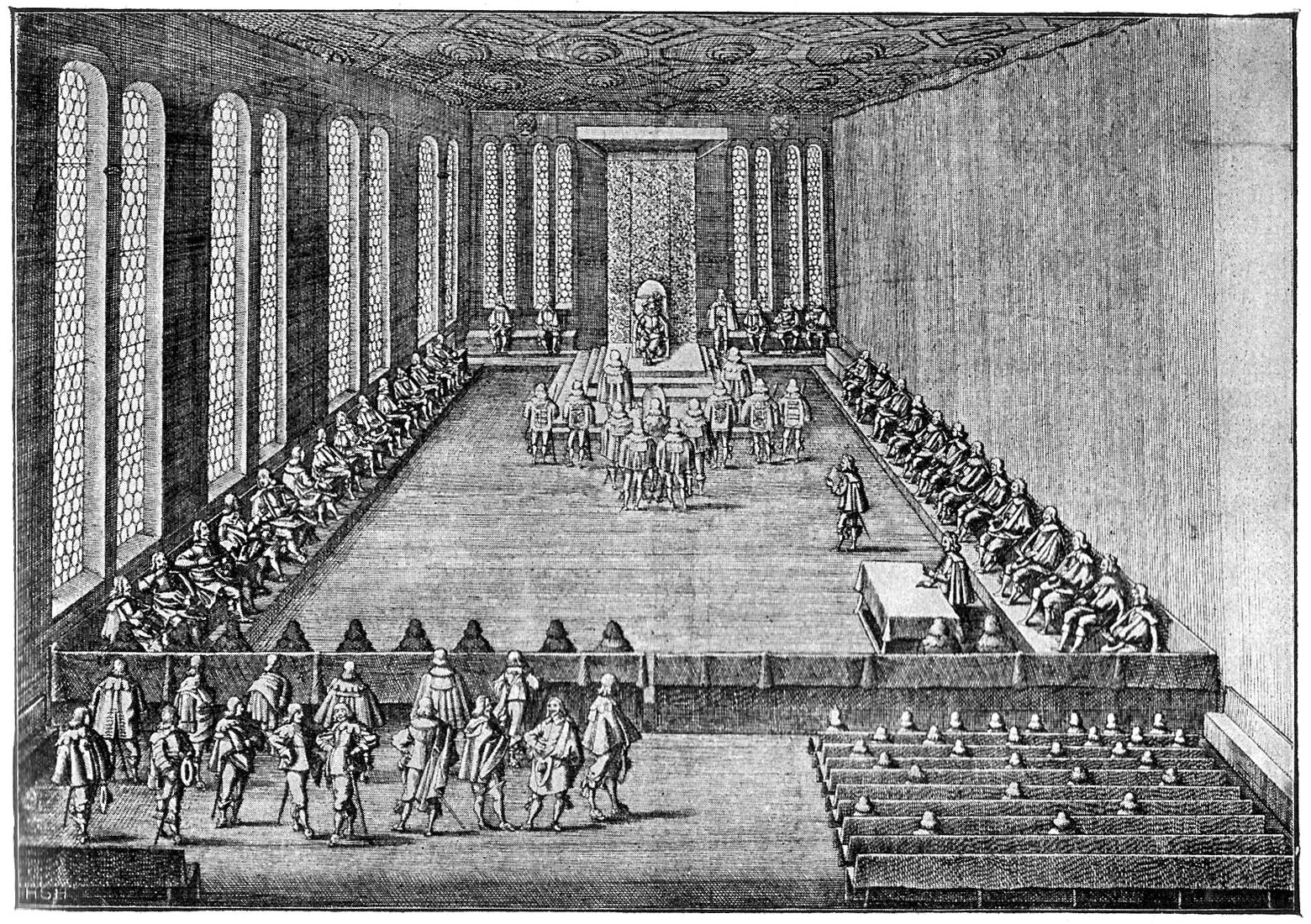
Posiedzenie Reichstagu w Ratyzbonie w 1640

Organem ustawodawczym był Sejm Rzeszy. Jego struktura ukształtowała się ostatecznie w 1489. Dzielił się on na trzy kurie, które obradowały osobno i których zbiorowy głos traktowano jako jeden. Były to: kuria elektorów, kuria książąt (w jej skład wchodzili wszyscy wasale cesarza: książęta, hrabiowie, biskupi) oraz kuria miast, która aż do 1582 dysponowała jedynie głosem doradczym. Prawa do zasiadania w Sejmie nie mieli hrabiowie obdarzeni tymi tytułami przez książąt ani miasta przez nich założone. W 1663 postanowiono, że Sejm, złożony z reprezentantów cesarza, książąt i miast, będzie obradował bez przerwy w Ratyzbonie jako tak zwana deputacja Rzeszy.
Instytucje rządowe Cesarstwa w średniowieczu nie funkcjonowały. Arcybiskupi elektorzy nosili tytuły kanclerskie, jednak szybko stały się one czysto honorowe (arcybiskup Moguncji miał pewną realną pozycję jako przewodniczący kurii elektorów i całego Sejmu). Za panowania Maksymiliana I podjęto próbę utworzenia rządu cesarskiego zwanego Reichsregiment, jednak wskutek niezgody między książętami nie zyskał on nigdy faktycznego znaczenia.

### Reforma Rzeszy

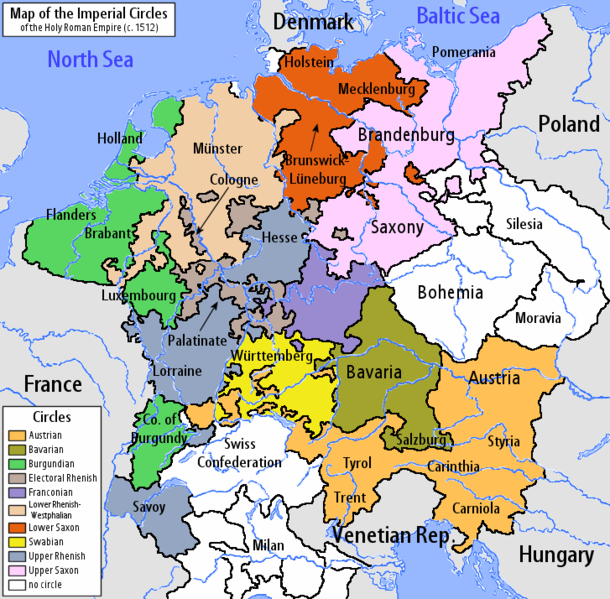
Podział Świętego Cesarstwa na okręgi cesarskie w 1512 r.

Do trwalszych elementów reformy Rzeszy (Reichsreform), wysuwanych przez niektórych książąt niemieckich dążących do ograniczenia władzy cesarskiej za panowania cesarza Maksymiliana, należy zaliczyć Sąd Kameralny Rzeszy (Reichskammergericht). Utworzony został na sejmie obradującym w Wormacji w 1495 roku. Zbierał się w Spirze, a od końca XVII wieku w Wetzlarze. Sąd Kameralny Rzeszy składał się z 28 członków: przewodniczącego mianowanego przez cesarza, dwóch prezydentów i dwudziestu pięciu asesorów. Z tych ostatnich pięciu mianował cesarz, dwudziestu stany Rzeszy; połowa musiała mieć pochodzenie szlacheckie, a połowa doktorat nauk prawnych. W praktyce Sąd rozpatrywał głównie sprawy o naruszenie pokoju ziemskiego (Landfried), naruszenie aktów banicji cesarskiej i przestępstwa skarbowe. Inną trwałą reformą było wprowadzenie w cesarstwie podziału administracyjnego na Sejmach Rzeszy w 1500 (w Augsburgu) i 1512 (w Kolonii). Państwo podzielono wówczas na 10 Reichskreise, każdy z własnym sejmem i organami administracyjnymi.

## Dynastie
Choć tytuł cesarza był nominalnie elekcyjny, to faktycznie Rzeszą na przestrzeni wieków rządziły następujące, często rywalizujące między sobą dynastie:
- Ludolfingowie (dynastia saska)
- dynastia salicka (frankońska)
- Hohenstaufowie
- Welfowie
- Luksemburgowie
- Wittelsbachowie
- Habsburgowie